# Konohana kitan
Konohana kitan - Gli spiriti delle terme (このはな綺譚?, Konohana kitan) è un manga scritto e disegnato da Sakuya Amano, serializzato sul Comic Birz di Gentosha dal 29 dicembre 2014. È il rilancio del manga Konohana-tei kitan (此花亭奇譚?), sempre scritto e disegnato da Sakuya Amano e serializzato sul Comic Yuri Hime S di Ichijinsha dal 18 giugno 2009 al 18 settembre 2010. Un adattamento anime, prodotto da Lerche, è stato trasmesso in Giappone tra il 4 ottobre e il 20 dicembre 2017.

## Trama
In un Giappone medievale favoleggiante in cui coesistono umani e creature fantastiche, la giovane kitsune Yuzu viene assunta come apprendista nella stazione termale Konohana, la cui particolarità è di avere un personale composto interamente da ragazze-volpe.
Entrata in breve in sintonia con la routine e la quotidianità della locanda, Yuzu avrà modo di vivere varie piccole avventure legate ai molti curiosi personaggi che gravitano attorno all'edificio e alle sue terme, e che contribuiranno ad accrescere le sue esperienze di vita.

## Personaggi
Yuzu (柚?)
Doppiata da: Yuko Ōno
L'ultima arrivata del Konohana, in cui è andata a lavorare nel desiderio di ampliare la sua formazione. Volenterosa e di buon cuore, prende il suo lavoro con molta serietà, e la sua spontaneità le permette di entrare in sintonia con molti dei clienti delle terme, oltre che con le sue colleghe. È compagna di stanza di Satsuki.
Satsuki (皐?)
Doppiata da: Sawako Hata
Compagna di stanza di Yuzu, nonché sua senpai, seria e composta, che studia per diventare una miko. Inizialmente non riesce ad andare d'accordo con Yuzu, soprattutto per la svampitezza dell'allieva ed il loro modo diamentralmente opposto di intendere il proprio lavoro. Ha una sorella maggiore, grande sacerdotessa del tempio principale della città, verso la quale prova un senso di soggezione.
Natsume (棗?)
Doppiata da: Ayaka Suwa
Il membro più energico dello staff, spiritosa e solare, l'unica tra le inservienti a prendere in simpatia Yuzu fin dal primo momento. Si occupa principalmente della pulizia degli interni. È molto affezionata a Ren, che conosce da quando erano piccole. È una grande appassionata di sumo.
Ren (蓮?)
Doppiata da: Risa Kubota
L'addetta al guardaroba e alla cura dei vestiti. Ha una personalità vagamente yandere, poiché nasconde dietro ad un comportamento formale ed amichevole un carattere cinico e sarcastico. Soffre di androfobia da quando, da piccola, ha subito del bullismo da parte di alcuni bambini, e anche se cerca di nasconderlo è molto affezionata a Natsume, da lei chiamata Nacchan.
Sakura (櫻?)
Doppiata da: Ai Kakuma
La più giovane delle inservienti del Konohana, compagna di stanza di Kiri. Apparentemente svampita e perennemente assente, parla piuttosto di rado, ed è solita passare molto del suo tempo libero in un bosco di ciliegi attiguo alla locanda. È molto golosa di mochi.
Kiri (桐?)
Doppiata da: Manami Numakura
La responsabile del personale del Konohana, ha una doppia personalità: gentile e composta nelle occasioni formali, sbrigativa e diretta nei rapporti con le colleghe. È un'appassionata fumatrice di kiseru.

## Media

### Manga

Copertina del primo volume dell'edizione italiana del secondo manga, raffigurante Satsuki (a sinistra) e Yuzu (a destra)

Il manga originale Konohana-tei kitan, scritto e disegnato da Sakuya Amano, è stato serializzato dal 18 giugno 2009 al 18 giugno 2010 sulla rivista Comic Yuri Hime S edita da Ichijinsha. I capitoli sono stati raccolti in 2 volumi tankōbon pubblicati dal 18 gennaio al 18 agosto 2010, con nuove edizioni pubblicate da Gentosha rispettivamente il 23 maggio e il 24 giugno 2015.
La serie è stata in seguito rilanciata con il titolo Konohana kitan e ha iniziato la serializzazione il 29 dicembre 2014 sulla testata Comic Birz di Gentosha. I capitoli vengono raccolti in volumi tankōbon a partire dal 24 aprile 2015 e al 23 agosto 2024 ne sono stati messi in vendita in tutto 16.
In Italia la seconda serie è stata annunciata a marzo 2023 da RW Edizioni e viene pubblicata sotto l'etichetta Goen a partire dal 3 novembre seguente.

#### Volumi
| Konohana-tei kitan (2 volumi) | |                        |                  |                        |
| 1                             | 18 gennaio 2010 | ISBN 978-4-7580-7071-3 | —                | —                      |
| 2                             | 18 agosto 2010 | ISBN 978-4-7580-7106-2 | —                | —                      |
| Konohana kitan (16+ volumi)   | |                        |                  |                        |
| 1                             | 24 aprile 2015 | ISBN 978-4-344-83416-3 | 3 novembre 2023  | ISBN 978-88-9284-746-0 |
| 1                             | Capitoli - 1. Gli spiriti delle terme - l'inizio (このはな綺譚～序の話～?, Konohana kitan ~jo no hanashi~) - 2. La sposa (花嫁御寮?, Hanayome goryō) - 3. La ricompensa della tartaruga (カメのおんがえし?, Kame no on ga eshi) - 4. Il sogno dell'uovo (たまごのみる夢?, Tama go no miru yume) - 5. Nel palmo di una mano (てのひら?, Te no hira) - 6. I fiori di Sakuyako (さくやこのはな?, Sakuyako no hana) |                        |                  |                        |
| 2                             | 24 ottobre 2015 | ISBN 978-4-344-83542-9 | 24 novembre 2023 | ISBN 978-88-9284-778-1 |
| 2                             | Capitoli - 7. La tessitrice (棚機の娘?, Tanabata no musume) - 8. Paura! La bambola giapponese maledetta (恐怖!!呪いの日本人形?, Kyōfu! ! Noroi no nihon ningyō) - 9. La dea delle bolle (泡沫の神様?, Utakata no kamisama) - 10. Il rumore delle onde (潮騒?, Shiosai) - 11. L'attacco della sorella (姉上襲来?, Aneue shūrai) - 12. Piccola Satsuki (一寸さつき?, Chotto Satsuki)                              |                        |                  |                        |
| 3                             | 24 marzo 2016 | ISBN 978-4-344-83669-3 | 22 dicembre 2023 | ISBN 978-88-9284-868-9 |
| 3                             | Capitoli - 13. La vacanza di un dio (神様の休日?, Kamisama no kyūjitsu) - 14. La mia bambola è una buona bambola (わたしの人形は、よい人形?, Watashi no ningyō wa, yoi ningyō) - 15. Miracolo alla vigilia di capodanno (大晦日の奇跡?, Ōmisoka no kiseki) - 16. Desiderio d'amore (恋い待ち焦がれ?, Koi machikogare)                                                                                           |                        |                  |                        |
| 4                             | 24 ottobre 2016 | ISBN 978-4-344-83821-5 | —                | —                      |
| 5                             | 24 marzo 2017 | ISBN 978-4-344-83943-4 | —                | —                      |
| 6                             | 23 settembre 2017 | ISBN 978-4-344-84054-6 | —                | —                      |
| 7                             | 23 giugno 2018 | ISBN 978-4-344-84179-6 | —                | —                      |
| 8                             | 24 gennaio 2019 | ISBN 978-4-344-84371-4 | —                | —                      |
| 9                             | 24 agosto 2019 | ISBN 978-4-344-84474-2 | —                | —                      |
| 10                            | 24 marzo 2020 | ISBN 978-4-344-84622-7 | —                | —                      |
| 11                            | 24 settembre 2020 | ISBN 978-4-344-84707-1 | —                | —                      |
| 12                            | 24 marzo 2021 | ISBN 978-4-344-84822-1 | —                | —                      |
| 13                            | 24 dicembre 2021 | ISBN 978-4-344-84956-3 | —                | —                      |
| 14                            | 24 settembre 2022 | ISBN 978-4-344-85109-2 | —                | —                      |
| 15                            | 24 luglio 2023 | ISBN 978-4-344-85199-3 | —                | —                      |
| 16                            | 23 agosto 2024 | ISBN 978-4-344-85387-4 | —                | —                      |

### Anime
Annunciato il 24 marzo 2017 sul quinto volume del manga, un adattamento anime, prodotto da Lerche e diretto da Hideki Okamoto, è andato in onda dal 4 ottobre al 20 dicembre 2017. La composizione della serie è stata affidata a Takao Yoshioka, mentre il character design è stato sviluppato da Keiko Kurosawa. Gli episodi sono stati trasmessi in streaming in simulcast, anche coi sottotitoli in lingua italiana, da Crunchyroll.

#### Episodi
| Nº | Titolo italiano Giapponese 「Kanji」 - Rōmaji                                     | In onda          | In onda |
| Nº | Titolo italiano Giapponese 「Kanji」 - Rōmaji                                     | Giapponese       |         |
| 1  | Sakuya Konohana 「さくやこのはな」 - Sakuya Konohana                              | 4 ottobre 2017   |         |
| 2  | Viaggio di primavera 「春の旅路」 - Haru no tabiji                                | 11 ottobre 2017  |         |
| 3  | L'attesa di chi arde d'amore 「恋待ち焦がれ」 - Koi machikogare                   | 18 ottobre 2017  |         |
| 4  | Il ponte galleggiante dei sogni 「夢の浮き橋」 - Yume no ukihashi                 | 25 ottobre 2017  |         |
| 5  | Trasportati dalle piogge di primavera 「梅雨送りし」 - Baiu okurishi              | 1º novembre 2017 |         |
| 6  | Le storie dell'orrore della locanda Konohana 「此花亭怪談」 - Konohana-tei kaidan | 8 novembre 2017  |         |
| 7  | Serata al festival estivo 「夏祭りの夜」 - Natsu matsuri no yoru                  | 15 novembre 2017 |         |
| 8  | L'ospite di passaggio 「かりそめの訪客」 - Karisome no hōkyaku                    | 22 novembre 2017 |         |
| 9  | Evanescente 「泡沫の…」 - Utakata no…                                             | 29 novembre 2017 |         |
| 10 | Le sorelle attaccano 「姉上襲来」 - Aneue shūrai                                  | 6 dicembre 2017  |         |
| 11 | Il giorno libero di una divinità 「神様の休日」 - Kamisama no kyūjitsu            | 13 dicembre 2017 |         |
| 12 | Miracolo a Capodanno 「大晦日の奇跡」 - Ōmisoka no kiseki                         | 20 dicembre 2017 |         |